# M1127 ストライカーRV
M1127 ストライカーRV（M1127 Stryker Reconnaissance Vehicle, RV）は、アメリカ陸軍ストライカー旅団で運用される装輪式偵察戦闘車である。
スイスのモワク社によって開発されたピラーニャIIIをベースにジェネラル・ダイナミクス・ランド・システムズ・カナダ（GDLS Canada）が製造しているストライカーシリーズの車種である。

## 概要
M1127は、ストライカー旅団の偵察・監視を任務とする部隊（RSTA部隊）で運用される。2名の乗員と5名の武装兵士が搭乗可能である。
M1127の特徴的な装備は、車体上に装備されたレイセオン社製のLRAS3（Long Range Advanced Scout Surveillance System）と呼ばれる偵察用機材である。この装置はハンヴィーなどにも装着可能なマルチセンサー式偵察装置で、光学式TVカメラ・赤外線暗視装置（FLIR）・レーザーレンジファインダーなどを内蔵しており、約15km先の目標の捕捉・監視・距離測定などが可能である。これに加えて、5名の偵察隊兵士を車内に搭乗させ、必要に応じて降車させて情報収集活動できる。つまりM1127は、1両でセンサー類を使用した情報収集とヒューミント（人力での情報収集）の両方の能力を有する車両であるといえる。
主兵装としてM2重機関銃あるいはMk.19 グレネードランチャーを同じく車体上の銃架に装備可能である。この銃架は通常タイプで、M1126やM1130に装備されているリモコン式のM151 プロテクターRWSではない。
また、他のストライカー装甲車シリーズの車種と比較して、より多くのスモークディスチャージャーを装備しているのも偵察車両であるM1127の特徴である。M1126やM1128・M1134が通常4発×4基のスモークディスチャージャーを装備するのに対し、M1127では4発×12基が装備される。
なお、同じストライカー装甲車シリーズのM1131 ストライカーFSVとは車体上の装備も含め、外観が非常によく似ている。

## 画像

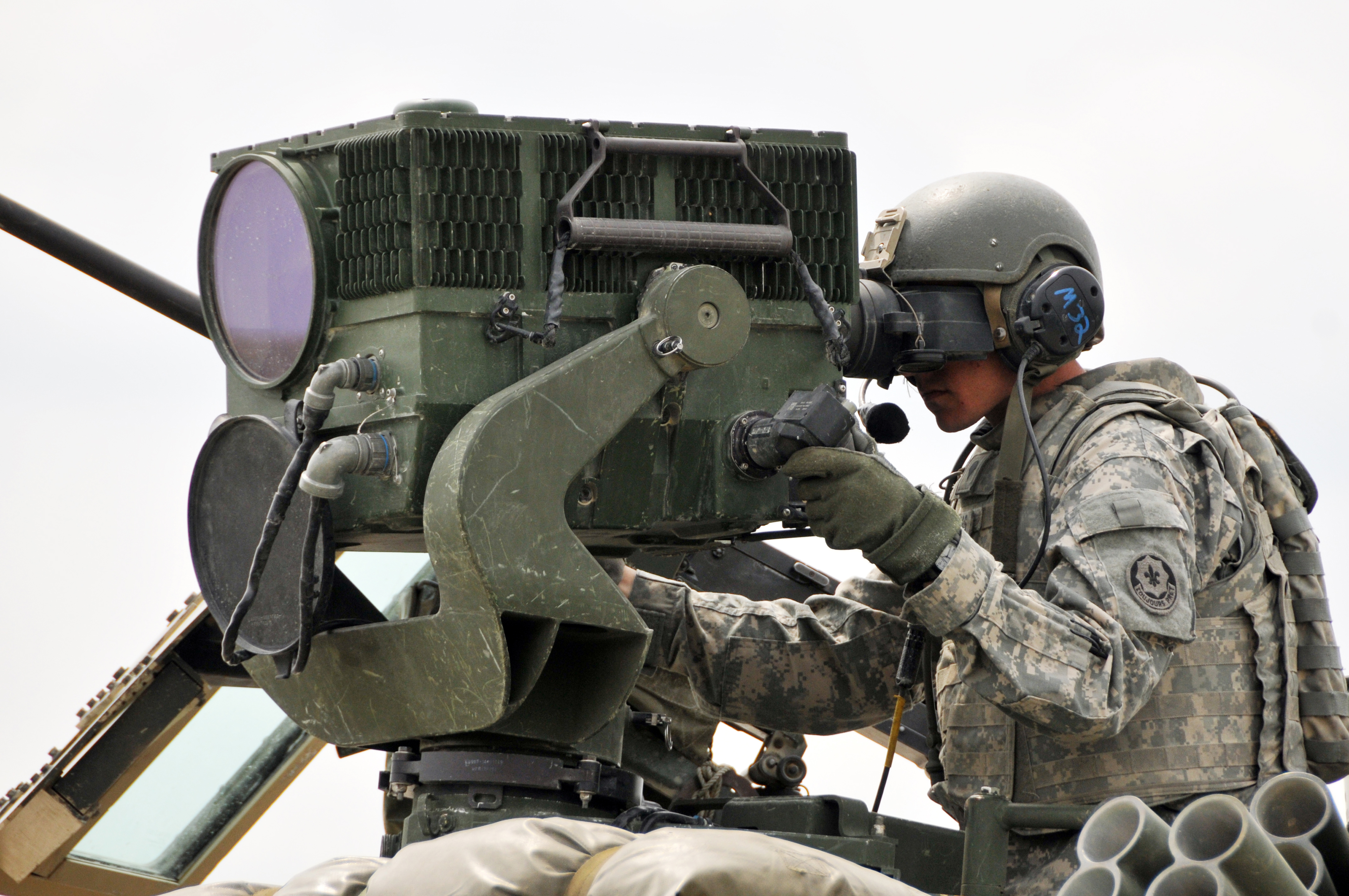
M1127に装備された"LRAS3"偵察装置
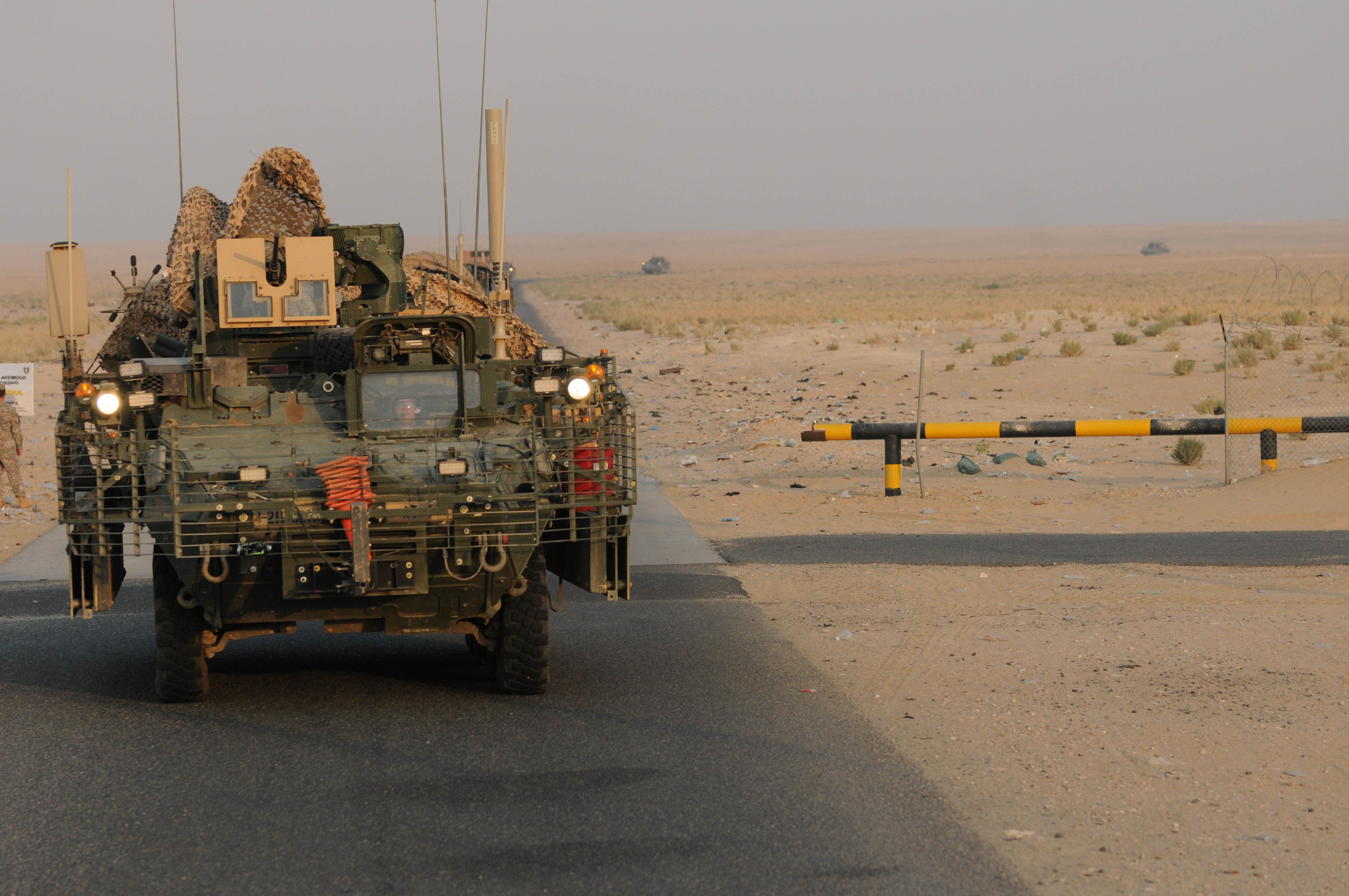
車体周囲にスラットアーマーを装着したM1127。2008年、イラク
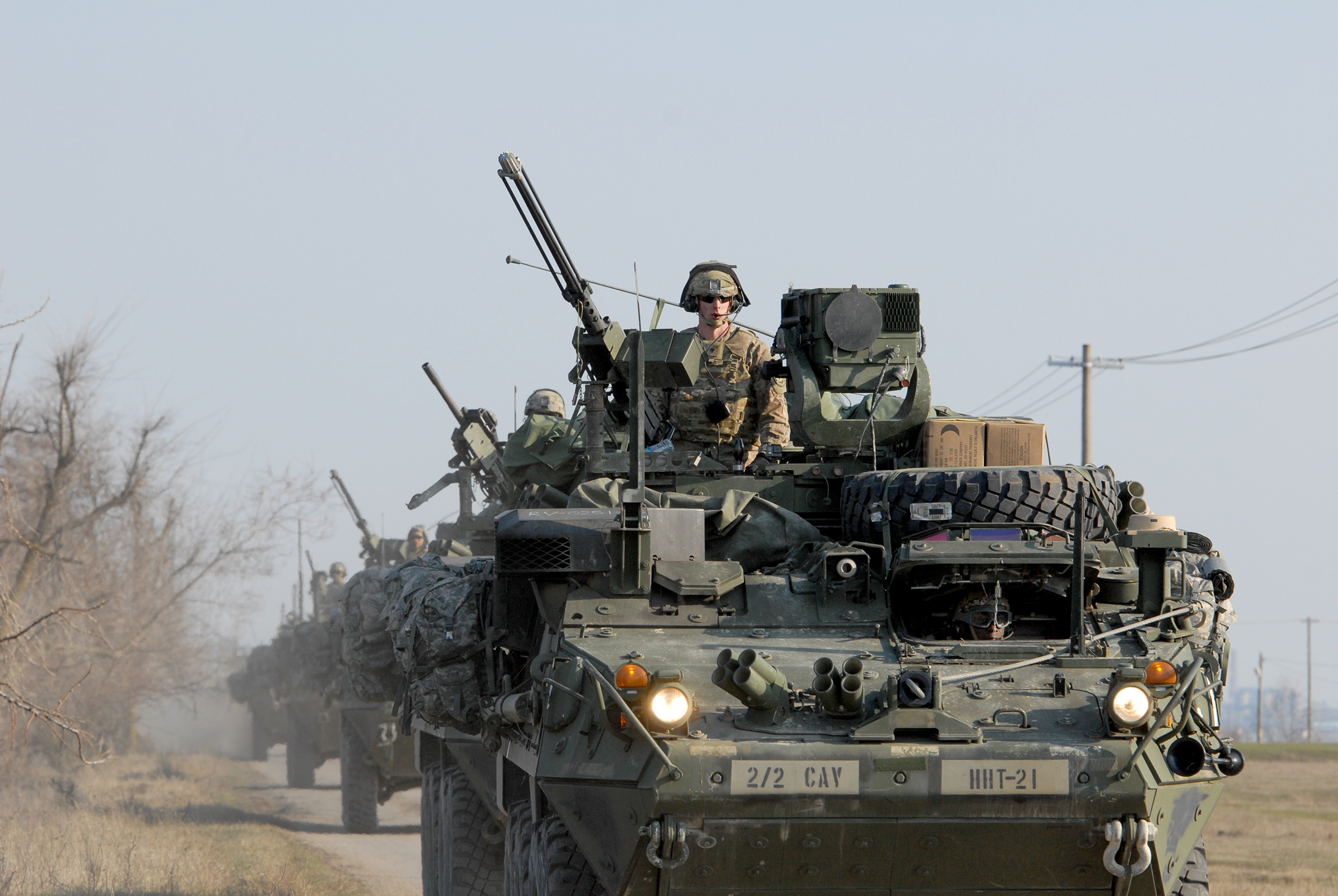
2015年の演習"Saber Junction 2015"に参加したM1127